# Mixología molecular

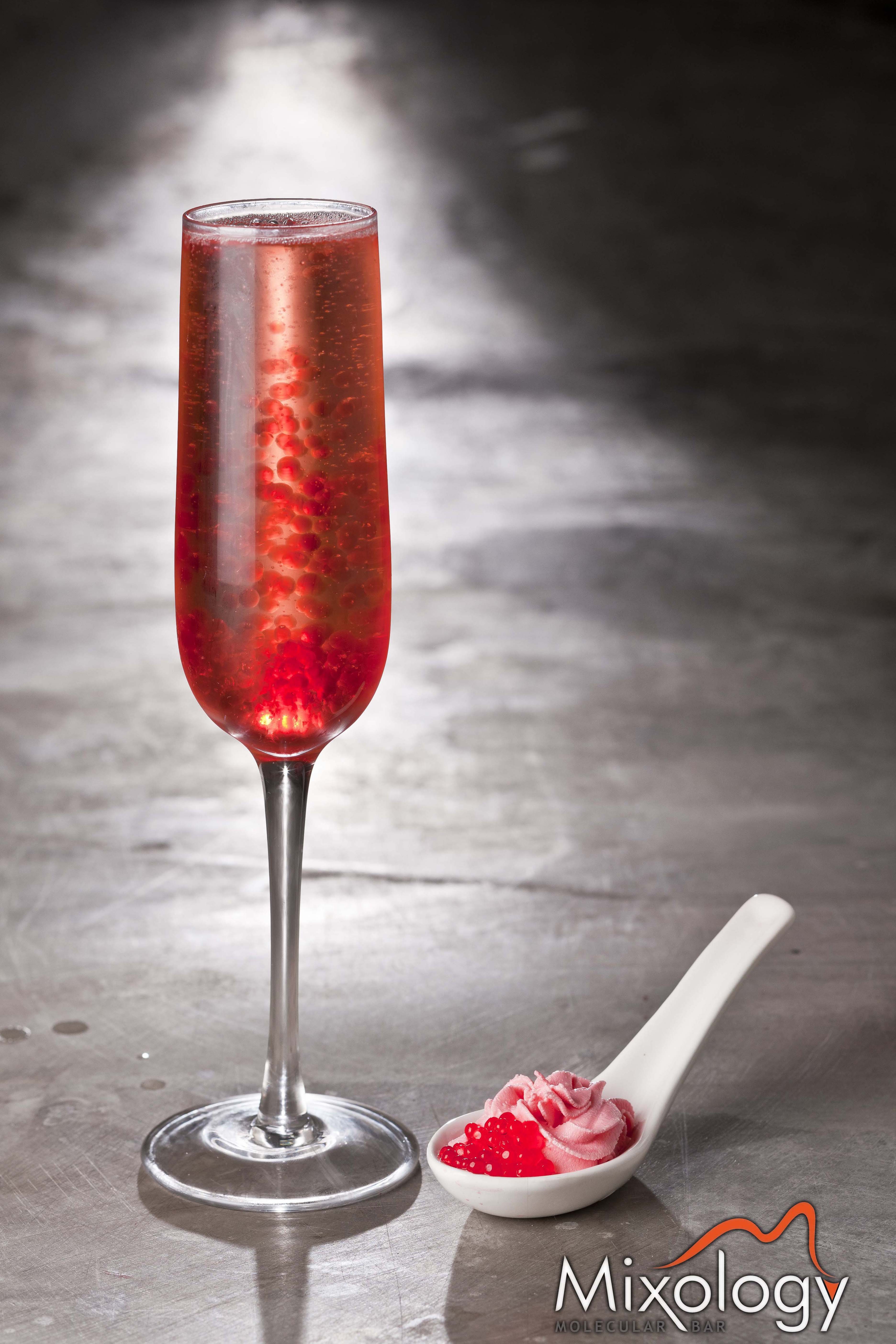
Un Sparkling Watermelon con esferificación y espumación (Mixology Molecular Bar en Medellín, Colombia, 2011).

La mixología molecular una subespecialización de la mixología que utiliza las técnicas y la infraestructura de la gastronomía molecular para la creación de cócteles a partir de moléculas.
La aplicación de los métodos moleculares abren un mundo de oportunidades para la creación de cócteles con mayor intensidad y variedades de sabores, así como nuevas texturas en boca y diferentes formas de presentar la bebida, por ejemplo, en geles, polvos, espumas, humo, etc., además de afectar la apariencia del cóctel.

## Equipamiento
El equipo utilizado en la mixología molecular puede variar desde elementos relativamente simples como sopletes (utilizados frecuentemente en las cocinas de muchos restaurantes) hasta elementos más especializados como un sellador al vacío, un dispositivo para combinar e infundir ingredientes en el vacío y preservar así sus sabores y mejorar el producto terminado. Estas infusiones permiten combinaciones inesperadas de sabores en cócteles, incluidos aromas de sustancias no comestibles, como planta del tabaco o cuero, usado por ejemplo en el cóctel Smoked Old Fashioned, variante del Old Fashioned, o también perfume, usado por ejemplo en el cóctel Champagne No.5. Otra máquina que utilizan los mixólogos es la Rotavap. Esta es una configuración de destilación rotativa al vacío, que permite la extracción de aromas, la reducción de jugos a baja temperatura y la producción de licores aromatizados.

## Técnicas
Las técnicas utilizadas por un mixólogo están principalmente vinculadas al nuevo equipo que proporciona la gastronomía molecular. Son, en su mayor parte, adaptaciones de nuevas técnicas para la preparación de alimentos, por ejemplo: fueron creadas originalmente para aplicaciones alimentarias, pero hoy en día puedes encontrar aires además de cócteles.

### Esferificación
La esferificación, una de las técnicas aplicadas a la mixología molecular, es el proceso culinario de conformar un líquido en esferas. Pueden ser pequeños, del tamaño del caviar, o más grandes como una yema de huevo.

### Suspensión (espesando)
La suspensión es la técnica de espesar las bebidas líquidas, a menudo con goma xantana para crear objetos decorativos, como frutas, micro hierbas o caviar.

### Emulsificación
La emulsificación es la técnica de convertir un líquido en espuma. La lecitina de soja a menudo se usa en este proceso junto con una batidora de mano.